# Omul și umbra
Omul și umbra este un film românesc din 1981 regizat de Iulian Mihu. Rolurile principale au fost interpretate de actorii Gheorghe Cozorici, Elisabeta Fazekas, Emilia Dobrin.

## Distribuție
Distribuția filmului este alcătuită din:
- Emilia Dobrin — Soția lui Ion
- Alida Colceag — Muncitoarea
- George Motoi — Soțul spălătoresei
- George Negoescu — Meșterul
- Yvonne Cezar — Fata
- Gheorghe Cozorici — Ion
- Gheorghe Marin — Tânărul
- Alexandru Racoviceanu — Doctorul
- Elisabeta Fazekas — Spălătoreasa

## Primire
Filmul a fost vizionat de 1.051.124 de spectatori în cinematografele din România, după cum atestă o situație a numărului de spectatori înregistrat de filmele românești de la data premierei și până la data de 31 decembrie 2014 alcătuită de Centrul Național al Cinematografiei.